# Gare de Confolens
La gare de Confolens est une gare ferroviaire française située sur le territoire de la commune de Confolens, dans le département de la Charente en région Nouvelle-Aquitaine. 

## Situation ferroviaire
La gare est située au point kilométrique 16,986 de la ligne de Roumazières-Loubert au Vigeant, dont la dernière section en service (Roumazières-Loubert - Confolens) a été déclassée par le décret du 6 mars 2006.
Elle était autrefois le point d'aboutissement d'une ligne à voie métrique fermée en 1946 exploitée par Compagnie des chemins de fer économiques des Charentes (ligne Angoulême - Confolens).
Son altitude est de 153 m.

## Histoire
La compagnie des Charentes obtient la concession de la ligne Angoulême-Limoges en 1868 et les travaux durent jusqu'en 1875. En 1887 la Compagnie du Chemin de fer de Paris à Orléans (PO) ouvre la ligne Roumazières - Confolens.
La voie sur laquelle circulait le train métrique surnommé le Petit Mairat fut inaugurée le 1er juillet 1913 (pour la portion jusqu'à Champagne-Mouton).
Une ligne vers Bellac fut un temps projetée.

## Utilisation actuelle

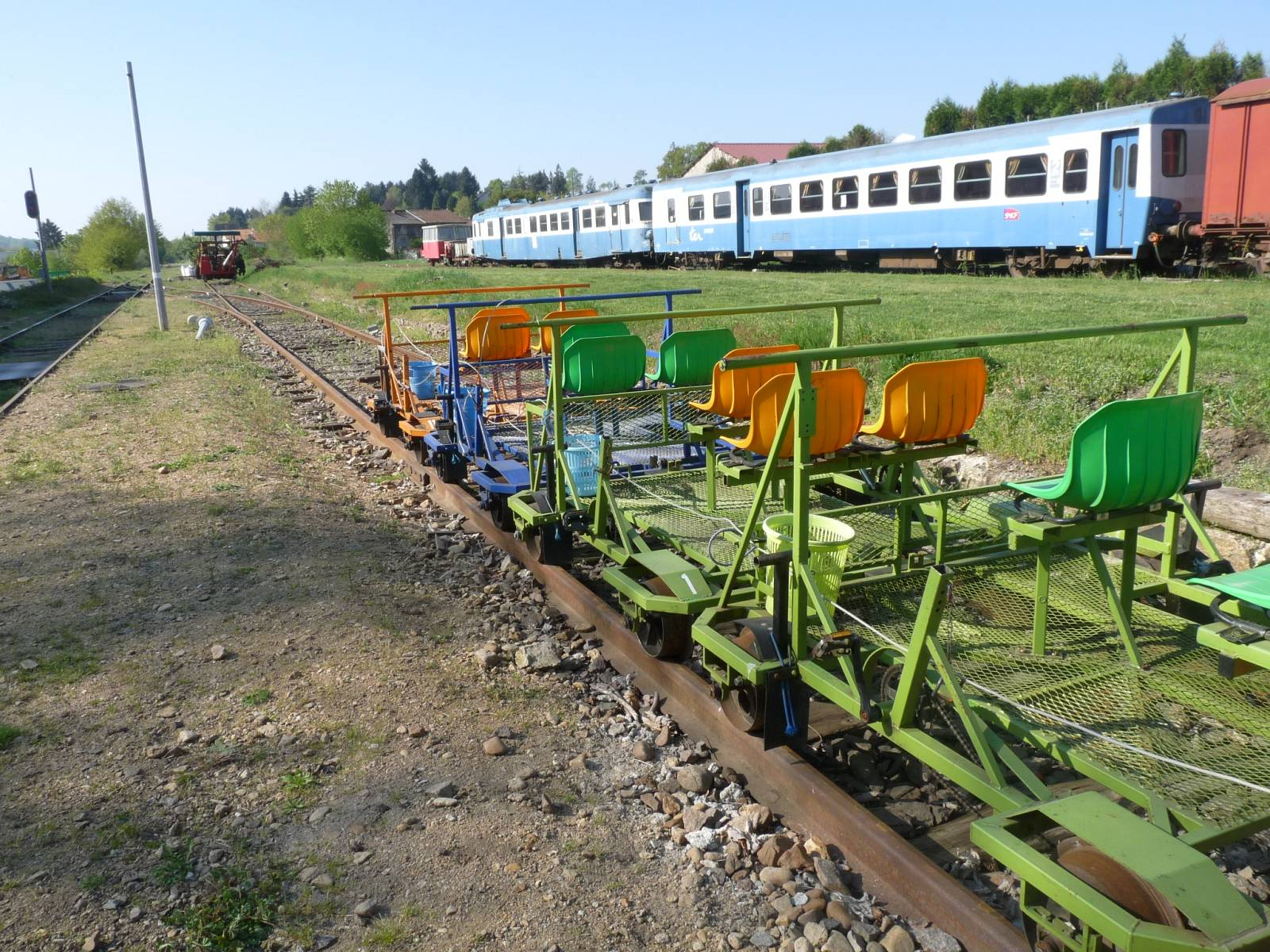
Vélos-rail en gare

Propriété du Conseil Général de la Charente, la section de ligne Roumazières-Loubert - Confolens a été sauvegardée par l'association du Chemin de fer Charente-Limousine, qui y fait circuler des  vélos-rail.